# Vilém Čok
Vilém Čok (* 7. září 1961 Mladá Boleslav) je český zpěvák, baskytarista a bavič.
V roce 1978 založil pražské punkové trio Zikkurat, než v únoru 1981 uskutečnil svůj životní přestup do legendárního Pražského výběru. Po zákazu Pražského výběru v roce 1983 hrál se skupinou Moped. V roce 1986 zase začal koncertovat s Výběrem a byl hostujícím zpěvákem a baskytaristou skupiny Stromboli, kterou založil kytarista Výběru Michal Pavlíček (Čok složil text a nazpíval píseň „Ó hory“). Na konci 80. let založil skupinu Nová Růže. Po jejím rozpadu vytvořil skupinu Delirium tremens. V roce 2003 začal opět koncertovat Pražský výběr, než se definitivně rozpadl roku 2006. Vilém Čok zpíval v muzikálech Excalibur, Obraz Doriana Graye a dalších. Kromě toho zpívá se svou skupinou ByPass [ˈbaiˌpaːs], která vznikla v roce 2005. V roce 2016 vydal se skupinou ByPass píseň Zástupy zástupů, kterou se vymezil proti přijímání uprchlíků.
V roce 1999 uváděl televizní soutěž Rychlý prachy.

## Diskografie (vlastní projekty)
- Delirium Tremens (1992)
- 12 Fláků (1993)
- Na Václavskym Václaváku live (1994)
- Vilém Čok (1996)
- Braňče s kouzemi (1998)
- Čok´o´láda (2000)
- Běž pro ty šproty (2004)
- Černoška s obrovskejma kozama (2008)
- Živá voda (2011)
- BRČ /Best Rock Čok/ (2013)
- Zbožňuju tvou buchtu (2016)
- Zástupy zástupů (2016)
- 4 kruhy (2021)

## Filmografie
- 1990 V žáru královské lásky

- 2019 Ulice (sám sebe)